# Alfanuméricos cerrados

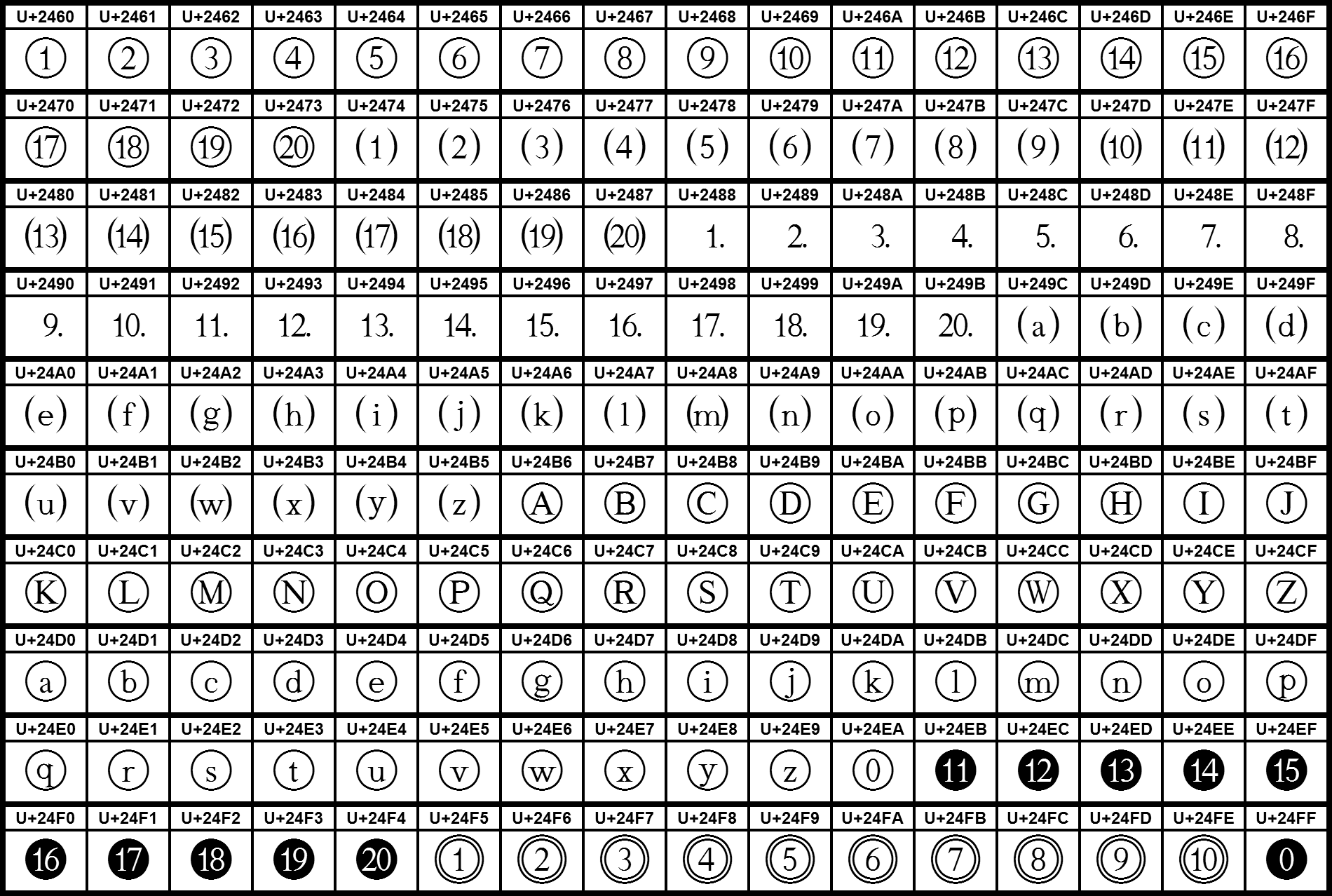
Algunos alfanuméricos cerrados.

Un alfanumérico circular o alfanumérico cerrado (por ejemplo, Ⓣ , 🅔, 🅜, Ⓡ, Ⓡ, ⓤ son símbolos tipográfico alfanumérico dentro de un círculo. El significado de "cerrado", también se puede extender a "corchetes", como en ⒣, y otros recintos no cerrados.
En Unicode, hay dos bloques de estos personajes:
- Alfanuméricos cerrados (U +2460- U +24 FF), codificados en el Plano Multilingual Básico.[1]
- Suplemento alfanumérico cerrado (U+2460—U+24FF), codificado en el plano complementario multilingüe.[2]

A partir del Unicode 6.0, el bloque alfanumérico cerrado Suplemento también contiene el conjunto de símbolos indicadores regionales.

## 00
| U+2460 | ① | ② | ③ | ④ | ⑤ | ⑥ | ⑦ | ⑧ | ⑨ | ⑩ | ⑪ | ⑫ | ⑬ | ⑭ | ⑮ | ⑯ |
| U+2470 | ⑰ | ⑱ | ⑲ | ⑳ | ⑴ | ⑵ | ⑶ | ⑷ | ⑸ | ⑹ | ⑺ | ⑻ | ⑼ | ⑽ | ⑾ | ⑿ |
| U+2480 | ⒀ | ⒁ | ⒂ | ⒃ | ⒄ | ⒅ | ⒆ | ⒇ | ⒈ | ⒉ | ⒊ | ⒋ | ⒌ | ⒍ | ⒎ | ⒏ |
| U+2490 | ⒐ | ⒑ | ⒒ | ⒓ | ⒔ | ⒕ | ⒖ | ⒗ | ⒘ | ⒙ | ⒚ | ⒛ | ⒜ | ⒝ | ⒞ | ⒟ |
| U+24A0 | ⒠ | ⒡ | ⒢ | ⒣ | ⒤ | ⒥ | ⒦ | ⒧ | ⒨ | ⒩ | ⒪ | ⒫ | ⒬ | ⒭ | ⒮ | ⒯ |
| U+24B0 | ⒰ | ⒱ | ⒲ | ⒳ | ⒴ | ⒵ | Ⓐ | Ⓑ | Ⓒ | Ⓓ | Ⓔ | Ⓕ | Ⓖ | Ⓗ | Ⓘ | Ⓙ |
| U+24C0 | Ⓚ | Ⓛ | Ⓜ | Ⓝ | Ⓞ | Ⓟ | Ⓠ | Ⓡ | Ⓢ | Ⓣ | Ⓤ | Ⓥ | Ⓦ | Ⓧ | Ⓨ | Ⓩ |
| U+24D0 | ⓐ | ⓑ | ⓒ | ⓓ | ⓔ | ⓕ | ⓖ | ⓗ | ⓘ | ⓙ | ⓚ | ⓛ | ⓜ | ⓝ | ⓞ | ⓟ |
| U+24E0 | ⓠ | ⓡ | ⓢ | ⓣ | ⓤ | ⓥ | ⓦ | ⓧ | ⓨ | ⓩ | ⓪ | ⓫ | ⓬ | ⓭ | ⓮ | ⓯ |
| U+24F0 | ⓰ | ⓱ | ⓲ | ⓳ | ⓴ | ⓵ | ⓶ | ⓷ | ⓸ | ⓹ | ⓺ | ⓻ | ⓼ | ⓽ | ⓾ | ⓿ |

## UTF-8 (hexadecimal) y los nombres de Unicode
| carácter | valor | UTF-8 codificación | Nombre del Carácter Unicode                     | Nombre del carácter Unicode 1.0 (obsoleto) |
| ①        | 1     | e2 91 a0           | NÚMERO UNO DENTRO DE UNA CIRCUNFERENCIA         |                                            |
| ②        | 2     | e2 91 a1           | NÚMERO DOS DENTRO DE UNA CIRCUNFERENCIA         |                                            |
| ③        | 3     | e2 91 a2           | NÚMERO TRES DENTRO DE UNA CIRCUNFERENCIA        |                                            |
| ④        | 4     | e2 91 a3           | NÚMERO CUATRO DENTRO DE UNA CIRCUNFERENCIA      |                                            |
| ⑤        | 5     | e2 91 a4           | NÚMERO CINCO DENTRO DE UNA CIRCUNFERENCIA       |                                            |
| ⑥        | 6     | e2 91 a5           | NÚMERO SEIS DENTRO DE UNA CIRCUNFERENCIA        |                                            |
| ⑦        | 7     | e2 91 a6           | NÚMERO SIETE DENTRO DE UNA CIRCUNFERENCIA       |                                            |
| ⑧        | 8     | e2 91 a7           | NÚMERO OCHO DENTRO DE UNA CIRCUNFERENCIA        |                                            |
| ⑨        | 9     | e2 91 a8           | NÚMERO NUEVE DENTRO DE UNA CIRCUNFERENCIA       |                                            |
| ⑩        | 10    | e2 91 a9           | NÚMERO DIEZ DENTRO DE UNA CIRCUNFERENCIA        |                                            |
| ⑪        | 11    | e2 91 aa           | NÚMERO ONCE DENTRO DE UNA CIRCUNFERENCIA        |                                            |
| ⑫        | 12    | e2 91 ab           | NÚMERO DOCE DENTRO DE UNA CIRCUNFERENCIA        |                                            |
| ⑬        | 13    | e2 91 ac           | NÚMERO TRECE DENTRO DE UNA CIRCUNFERENCIA       |                                            |
| ⑭        | 14    | e2 91 ad           | NÚMERO CATORCE DENTRO DE UNA CIRCUNFERENCIA     |                                            |
| ⑮        | 15    | e2 91 ae           | NÚMERO QUINCE DENTRO DE UNA CIRCUNFERENCIA      |                                            |
| ⑯        | 16    | e2 91 af           | NÚMERO DIECISÉIS DENTRO DE UNA CIRCUNFERENCIA   |                                            |
| ⑰        | 17    | e2 91 b0           | NÚMERO DIECISIETE DENTRO DE UNA CIRCUNFERENCIA  |                                            |
| ⑱        | 18    | e2 91 b1           | NÚMERO DIECIOCHO DENTRO DE UNA CIRCUNFERENCIA   |                                            |
| ⑲        | 19    | e2 91 b2           | NÚMERO DIECINUEVE DENTRO DE UNA CIRCUNFERENCIA  |                                            |
| ⑳        | 20    | e2 91 b3           | NÚMERO VEINTE DENTRO DE UNA CIRCUNFERENCIA      |                                            |
| Ⓐ        | A     | e2 92 b6           | LETRA A MAYÚSCULA DENTRO DE UNA CIRCUNFERENCIA  |                                            |
| Ⓑ        | B     | e2 92 b7           | LETRA B MAYÚSCULA DENTRO DE UNA CIRCUNFERENCIA  |                                            |
| Ⓒ        | C     | e2 92 b8           | LETRA C MAYÚSCULA DENTRO DE UNA CIRCUNFERENCIA  |                                            |
| Ⓓ        | D     | e2 92 b9           | LETRA D MAYÚSCULA DENTRO DE UNA CIRCUNFERENCIA  |                                            |
| Ⓔ        | E     | e2 92 ba           | LETRA E MAYÚSCULA DENTRO DE UNA CIRCUNFERENCIA  |                                            |
| Ⓕ        | F     | e2 92 bb           | LETRA F MAYÚSCULA DENTRO DE UNA CIRCUNFERENCIA  |                                            |
| Ⓖ        | G     | e2 92 bc           | LETRA G MAYÚSCULA DENTRO DE UNA CIRCUNFERENCIA  |                                            |
| Ⓗ        | H     | e2 92 bd           | LETRA H MAYÚSCULA DENTRO DE UNA CIRCUNFERENCIA  |                                            |
| Ⓘ        | I     | e2 92 be           | LETRA I MAYÚSCULA DENTRO DE UNA CIRCUNFERENCIA  |                                            |
| Ⓙ        | J     | e2 92 bf           | LETRA J MAYÚSCULA DENTRO DE UNA CIRCUNFERENCIA  |                                            |
| Ⓚ        | K     | e2 93 80           | LETRA K MAYÚSCULA DENTRO DE UNA CIRCUNFERENCIA  |                                            |
| Ⓛ        | L     | e2 93 81           | LETRA L MAYÚSCULA DENTRO DE UNA CIRCUNFERENCIA  |                                            |
| Ⓜ        | M     | e2 93 82           | LETRA M MAYÚSCULA DENTRO DE UNA CIRCUNFERENCIA  |                                            |
| Ⓝ        | N     | e2 93 83           | LETRA N MAYÚSCULA DENTRO DE UNA CIRCUNFERENCIA  |                                            |
| Ⓞ        | O     | e2 93 84           | LETRA O MAYÚSCULA DENTRO DE UNA CIRCUNFERENCIA  |                                            |
| Ⓟ        | P     | e2 93 85           | LETRA P MAYÚSCULA DENTRO DE UNA CIRCUNFERENCIA  |                                            |
| Ⓠ        | Q     | e2 93 86           | LETRA Q MAYÚSCULA DENTRO DE UNA CIRCUNFERENCIA  |                                            |
| Ⓡ        | R     | e2 93 87           | LETRA R MAYÚSCULA DENTRO DE UNA CIRCUNFERENCIA  |                                            |
| Ⓢ        | S     | e2 93 88           | LETRA S MAYÚSCULA DENTRO DE UNA CIRCUNFERENCIA  |                                            |
| Ⓣ        | T     | e2 93 89           | LETRA T MAYÚSCULA DENTRO DE UNA CIRCUNFERENCIA  |                                            |
| Ⓤ        | U     | e2 93 8a           | LETRA U MAYÚSCULA DENTRO DE UNA CIRCUNFERENCIA  |                                            |
| Ⓥ        | V     | e2 93 8b           | LETRA V MAYÚSCULA DENTRO DE UNA CIRCUNFERENCIA  |                                            |
| Ⓦ        | W     | e2 93 8c           | LETRA W MAYÚSCULA DENTRO DE UNA CIRCUNFERENCIA  |                                            |
| Ⓧ        | X     | e2 93 8d           | LETRA X MAYÚSCULA DENTRO DE UNA CIRCUNFERENCIA  |                                            |
| Ⓨ        | Y     | e2 93 8e           | LETRA Y MAYÚSCULA DENTRO DE UNA CIRCUNFERENCIA  |                                            |
| Ⓩ        | Z     | e2 93 8f           | LETRA Z MAYÚSCULA DENTRO DE UNA CIRCUNFERENCIA  |                                            |
| ⓐ        | a     | e2 93 90           | LETRA A MINÚSCULA DENTRO DE UNA CIRCUNFERENCIA  |                                            |
| ⓑ        | b     | e2 93 91           | LETRA B MINÚSCULA DENTRO DE UNA CIRCUNFERENCIA  |                                            |
| ⓒ        | c     | e2 93 92           | LETRA C MINÚSCULA DENTRO DE UNA CIRCUNFERENCIA  |                                            |
| ⓓ        | d     | e2 93 93           | LETRA D MINÚSCULA DENTRO DE UNA CIRCUNFERENCIA  |                                            |
| ⓔ        | e     | e2 93 94           | LETRA E MINÚSCULA DENTRO DE UNA CIRCUNFERENCIA  |                                            |
| ⓕ        | f     | e2 93 95           | LETRA F MINÚSCULA DENTRO DE UNA CIRCUNFERENCIA  |                                            |
| ⓖ        | g     | e2 93 96           | LETRA G MINÚSCULA DENTRO DE UNA CIRCUNFERENCIA  |                                            |
| ⓗ        | h     | e2 93 97           | LETRA H MINÚSCULA DENTRO DE UNA CIRCUNFERENCIA  |                                            |
| ⓘ        | i     | e2 93 98           | LETRA I MINÚSCULA DENTRO DE UNA CIRCUNFERENCIA  |                                            |
| ⓙ        | j     | e2 93 99           | LETRA J MINÚSCULA DENTRO DE UNA CIRCUNFERENCIA  |                                            |
| ⓚ        | k     | e2 93 9a           | LETRA K MINÚSCULA DENTRO DE UNA CIRCUNFERENCIA  |                                            |
| ⓛ        | l     | e2 93 9b           | LETRA L MINÚSCULA DENTRO DE UNA CIRCUNFERENCIA  |                                            |
| ⓜ        | m     | e2 93 9c           | LETRA M MINÚSCULA DENTRO DE UNA CIRCUNFERENCIA  |                                            |
| ⓝ        | n     | e2 93 9d           | LETRA N MINÚSCULA DENTRO DE UNA CIRCUNFERENCIA  |                                            |
| ⓞ        | o     | e2 93 9e           | LETRA O MINÚSCULA DENTRO DE UNA CIRCUNFERENCIA  |                                            |
| ⓟ        | p     | e2 93 9f           | LETRA P MINÚSCULA DENTRO DE UNA CIRCUNFERENCIA  |                                            |
| ⓠ        | q     | e2 93 a0           | LETRA Q MINÚSCULA DENTRO DE UNA CIRCUNFERENCIA  |                                            |
| ⓡ        | r     | e2 93 a1           | LETRA R MINÚSCULA DENTRO DE UNA CIRCUNFERENCIA  |                                            |
| ⓢ        | s     | e2 93 a2           | LETRA S MINÚSCULA DENTRO DE UNA CIRCUNFERENCIA  |                                            |
| ⓣ        | t     | e2 93 a3           | LETRA T MINÚSCULA DENTRO DE UNA CIRCUNFERENCIA  |                                            |
| ⓤ        | u     | e2 93 a4           | LETRA U MINÚSCULA DENTRO DE UNA CIRCUNFERENCIA  |                                            |
| ⓥ        | v     | e2 93 a5           | LETRA V MINÚSCULA DENTRO DE UNA CIRCUNFERENCIA  |                                            |
| ⓦ        | w     | e2 93 a6           | LETRA W MINÚSCULA DENTRO DE UNA CIRCUNFERENCIA  |                                            |
| ⓧ        | x     | e2 93 a7           | LETRA X MINÚSCULA DENTRO DE UNA CIRCUNFERENCIA  |                                            |
| ⓨ        | y     | e2 93 a8           | LETRA Y MINÚSCULA DENTRO DE UNA CIRCUNFERENCIA  |                                            |
| ⓩ        | z     | e2 93 a9           | LETRA Z MINÚSCULA DENTRO DE UNA CIRCUNFERENCIA  |                                            |
| ⓪        | 0     | e2 93 aa           | NÚMERO CERO DENTRO DE UNA CIRCUNFERENCIA        |                                            |
| ⓫        | 11    | e2 93 ab           | NEGATIVE CIRCLED NUMBER ELEVEN                  |                                            |
| ⓬        | 12    | e2 93 ac           | NEGATIVE CIRCLED NUMBER TWELVE                  |                                            |
| ⓭        | 13    | e2 93 ad           | NEGATIVE CIRCLED NUMBER THIRTEEN                |                                            |
| ⓮        | 14    | e2 93 ae           | NEGATIVE CIRCLED NUMBER FOURTEEN                |                                            |
| ⓯        | 15    | e2 93 af           | NEGATIVE CIRCLED NUMBER FIFTEEN                 |                                            |
| ⓰        | 16    | e2 93 b0           | NEGATIVE CIRCLED NUMBER SIXTEEN                 |                                            |
| ⓱        | 17    | e2 93 b1           | NEGATIVE CIRCLED NUMBER SEVENTEEN               |                                            |
| ⓲        | 18    | e2 93 b2           | NEGATIVE CIRCLED NUMBER EIGHTEEN                |                                            |
| ⓳        | 19    | e2 93 b3           | NEGATIVE CIRCLED NUMBER NINETEEN                |                                            |
| ⓴        | 20    | e2 93 b4           | NEGATIVE CIRCLED NUMBER TWENTY                  |                                            |
| ⓵        | 1     | e2 93 b5           | UNO DENTRO DE UNA CIRCUNFERENCIA DOBLE          |                                            |
| ⓶        | 2     | e2 93 b6           | DOS DENTRO DE UNA CIRCUNFERENCIA DOBLE          |                                            |
| ⓷        | 3     | e2 93 b7           | TRES DENTRO DE UNA CIRCUNFERENCIA DOBLE         |                                            |
| ⓸        | 4     | e2 93 b8           | CUATRO DENTRO DE UNA CIRCUNFERENCIA DOBLE       |                                            |
| ⓹        | 5     | e2 93 b9           | CINCO DENTRO DE UNA CIRCUNFERENCIA DOBLE        |                                            |
| ⓺        | 6     | e2 93 ba           | SEIS DENTRO DE UNA CIRCUNFERENCIA DOBLE         |                                            |
| ⓻        | 7     | e2 93 bb           | SIETE DENTRO DE UNA CIRCUNFERENCIA DOBLE        |                                            |
| ⓼        | 8     | e2 93 bc           | OCHO DENTRO DE UNA CIRCUNFERENCIA DOBLE         |                                            |
| ⓽        | 9     | e2 93 bd           | NUEVE DENTRO DE UNA CIRCUNFERENCIA DOBLE        |                                            |
| ⓾        | 10    | e2 93 be           | DIEZ DENTRO DE UNA CIRCUNFERENCIA DOBLE         |                                            |
| ⓿        | 0     | e2 93 bf           | CERO EN CÍRCULO NEGRO                           |                                            |
| ❶        | 1     | e2 9d b6           | DINGBAT NEGATIVE CIRCLED DIGIT ONE              | UNO EN CÍRCULO NEGRO                       |
| ❷        | 2     | e2 9d b7           | DINGBAT NEGATIVE CIRCLED DIGIT TWO              | DOS EN CÍRCULO NEGRO                       |
| ❸        | 3     | e2 9d b8           | DINGBAT NEGATIVE CIRCLED DIGIT THREE            | TRES EN CÍRCULO NEGRO                      |
| ❹        | 4     | e2 9d b9           | DINGBAT NEGATIVE CIRCLED DIGIT FOUR             | CUATRO EN CÍRCULO NEGRO                    |
| ❺        | 5     | e2 9d ba           | DINGBAT NEGATIVE CIRCLED DIGIT FIVE             | CINCO EN CÍRCULO NEGRO                     |
| ❻        | 6     | e2 9d bb           | DINGBAT NEGATIVE CIRCLED DIGIT SIX              | SEIS EN CÍRCULO NEGRO                      |
| ❼        | 7     | e2 9d bc           | DINGBAT NEGATIVE CIRCLED DIGIT SEVEN            | SIETE EN CÍRCULO NEGRO                     |
| ❽        | 8     | e2 9d bd           | DINGBAT NEGATIVE CIRCLED DIGIT EIGHT            | OCHO EN CÍRCULO NEGRO                      |
| ❾        | 9     | e2 9d be           | DINGBAT NEGATIVE CIRCLED DIGIT NINE             | NUEVE EN CÍRCULO NEGRO                     |
| ❿        | 10    | e2 9d bf           | DINGBAT NEGATIVE CIRCLED NUMBER TEN             | DIEZ EN CÍRCULO NEGRO                      |
| ➀        | 1     | e2 9e 80           | DINGBAT CIRCLED SANS-SERIF DIGIT ONE            | CIRCLED SANS-SERIF DIGIT ONE               |
| ➁        | 2     | e2 9e 81           | DINGBAT CIRCLED SANS-SERIF DIGIT TWO            | CIRCLED SANS-SERIF DIGIT TWO               |
| ➂        | 3     | e2 9e 82           | DINGBAT CIRCLED SANS-SERIF DIGIT THREE          | CIRCLED SANS-SERIF DIGIT THREE             |
| ➃        | 4     | e2 9e 83           | DINGBAT CIRCLED SANS-SERIF DIGIT FOUR           | CIRCLED SANS-SERIF DIGIT FOUR              |
| ➄        | 5     | e2 9e 84           | DINGBAT CIRCLED SANS-SERIF DIGIT FIVE           | CIRCLED SANS-SERIF DIGIT FIVE              |
| ➅        | 6     | e2 9e 85           | DINGBAT CIRCLED SANS-SERIF DIGIT SIX            | CIRCLED SANS-SERIF DIGIT SIX               |
| ➆        | 7     | e2 9e 86           | DINGBAT CIRCLED SANS-SERIF DIGIT SEVEN          | CIRCLED SANS-SERIF DIGIT SEVEN             |
| ➇        | 8     | e2 9e 87           | DINGBAT CIRCLED SANS-SERIF DIGIT EIGHT          | CIRCLED SANS-SERIF DIGIT EIGHT             |
| ➈        | 9     | e2 9e 88           | DINGBAT CIRCLED SANS-SERIF DIGIT NINE           | CIRCLED SANS-SERIF DIGIT NINE              |
| ➉        | 10    | e2 9e 89           | DINGBAT CIRCLED SANS-SERIF NUMBER TEN           | CIRCLED SANS-SERIF NUMBER TEN              |
| ➊        | 1     | e2 9e 8a           | DINGBAT NEGATIVE CIRCLED SANS-SERIF DIGIT ONE   | INVERSE CIRCLED SANS-SERIF DIGIT ONE       |
| ➋        | 2     | e2 9e 8b           | DINGBAT NEGATIVE CIRCLED SANS-SERIF DIGIT TWO   | INVERSE CIRCLED SANS-SERIF DIGIT TWO       |
| ➌        | 3     | e2 9e 8c           | DINGBAT NEGATIVE CIRCLED SANS-SERIF DIGIT THREE | INVERSE CIRCLED SANS-SERIF DIGIT THREE     |
| ➍        | 4     | e2 9e 8d           | DINGBAT NEGATIVE CIRCLED SANS-SERIF DIGIT FOUR  | INVERSE CIRCLED SANS-SERIF DIGIT FOUR      |
| ➎        | 5     | e2 9e 8e           | DINGBAT NEGATIVE CIRCLED SANS-SERIF DIGIT FIVE  | INVERSE CIRCLED SANS-SERIF DIGIT FIVE      |
| ➏        | 6     | e2 9e 8f           | DINGBAT NEGATIVE CIRCLED SANS-SERIF DIGIT SIX   | INVERSE CIRCLED SANS-SERIF DIGIT SIX       |
| ➐        | 7     | e2 9e 90           | DINGBAT NEGATIVE CIRCLED SANS-SERIF DIGIT SEVEN | INVERSE CIRCLED SANS-SERIF DIGIT SEVEN     |
| ➑        | 8     | e2 9e 91           | DINGBAT NEGATIVE CIRCLED SANS-SERIF DIGIT EIGHT | INVERSE CIRCLED SANS-SERIF DIGIT EIGHT     |
| ➒        | 9     | e2 9e 92           | DINGBAT NEGATIVE CIRCLED SANS-SERIF DIGIT NINE  | INVERSE CIRCLED SANS-SERIF DIGIT NINE      |
| ➓        | 10    | e2 9e 93           | DINGBAT NEGATIVE CIRCLED SANS-SERIF NUMBER TEN  | INVERSE CIRCLED SANS-SERIF NUMBER TEN      |
| ㉑       | 21    | e3 89 91           | CIRCLED NUMBER TWENTY ONE                       |                                            |
| ㉒       | 22    | e3 89 92           | CIRCLED NUMBER TWENTY TWO                       |                                            |
| ㉓       | 23    | e3 89 93           | CIRCLED NUMBER TWENTY THREE                     |                                            |
| ㉔       | 24    | e3 89 94           | CIRCLED NUMBER TWENTY FOUR                      |                                            |
| ㉕       | 25    | e3 89 95           | CIRCLED NUMBER TWENTY FIVE                      |                                            |
| ㉖       | 26    | e3 89 96           | CIRCLED NUMBER TWENTY SIX                       |                                            |
| ㉗       | 27    | e3 89 97           | CIRCLED NUMBER TWENTY SEVEN                     |                                            |
| ㉘       | 28    | e3 89 98           | CIRCLED NUMBER TWENTY EIGHT                     |                                            |
| ㉙       | 29    | e3 89 99           | CIRCLED NUMBER TWENTY NINE                      |                                            |
| ㉚       | 30    | e3 89 9a           | CIRCLED NUMBER THIRTY                           |                                            |
| ㉛       | 31    | e3 89 9b           | CIRCLED NUMBER THIRTY ONE                       |                                            |
| ㉜       | 32    | e3 89 9c           | CIRCLED NUMBER THIRTY TWO                       |                                            |
| ㉝       | 33    | e3 89 9d           | CIRCLED NUMBER THIRTY THREE                     |                                            |
| ㉞       | 34    | e3 89 9e           | CIRCLED NUMBER THIRTY FOUR                      |                                            |
| ㉟       | 35    | e3 89 9f           | CIRCLED NUMBER THIRTY FIVE                      |                                            |
| ㊱       | 36    | e3 8a b1           | CIRCLED NUMBER THIRTY SIX                       |                                            |
| ㊲       | 37    | e3 8a b2           | CIRCLED NUMBER THIRTY SEVEN                     |                                            |
| ㊳       | 38    | e3 8a b3           | CIRCLED NUMBER THIRTY EIGHT                     |                                            |
| ㊴       | 39    | e3 8a b4           | CIRCLED NUMBER THIRTY NINE                      |                                            |
| ㊵       | 40    | e3 8a b5           | CIRCLED NUMBER FORTY                            |                                            |
| ㊶       | 41    | e3 8a b6           | CIRCLED NUMBER FORTY ONE                        |                                            |
| ㊷       | 42    | e3 8a b7           | CIRCLED NUMBER FORTY TWO                        |                                            |
| ㊸       | 43    | e3 8a b8           | CIRCLED NUMBER FORTY THREE                      |                                            |
| ㊹       | 44    | e3 8a b9           | CIRCLED NUMBER FORTY FOUR                       |                                            |
| ㊺       | 45    | e3 8a ba           | CIRCLED NUMBER FORTY FIVE                       |                                            |
| ㊻       | 46    | e3 8a bb           | CIRCLED NUMBER FORTY SIX                        |                                            |
| ㊼       | 47    | e3 8a bc           | CIRCLED NUMBER FORTY SEVEN                      |                                            |
| ㊽       | 48    | e3 8a bd           | CIRCLED NUMBER FORTY EIGHT                      |                                            |
| ㊾       | 49    | e3 8a be           | CIRCLED NUMBER FORTY NINE                       |                                            |
| ㊿       | 50    | e3 8a bf           | CIRCLED NUMBER FIFTY                            |                                            |